# Храм Богоявления Господня в Китай-городе
Храм Богоявления Господня бывшего Богоявленского монастыря в Китай-городе — приходской православный храм в Тверском районе Москвы, бывший собор упразднённого Богоявленского монастыря. 
Входит в состав Иверского благочиния Московской епархии Русской православной церкви.

## История
Деревянный собор, возведённый с основанием монастыря, обветшал и пострадал от пожаров. В 1342 году его перестроили в камень на пожертвования боярина Протасия. Это был одноглавый, четырёхстолпный с тремя апсидами храм. Его ширина не превышала 11,5 метра, а длина — 17,5 метра. Фасады делились на три части тонкими лопатками, поперёк их опоясывали две ленты белокаменной резьбы. Фундамент, столпы и солеи сохранились под четвериком современной постройки. По стилю храм был близок Троицкому собору Сергиева монастыря.
Именно в соборе московского Богоявленского монастыря был заточен по приказу царя Ивана Грозного опальный митрополит Филип.
В 1624-м при Михаиле Фёдоровиче построили новый каменный собор. 
В конце XVII века монастырь перестроили в стиле нарышкинский барокко. После постройки новых келий в 1692 году по благословению патриарха Адриана началось возведение нового собора, сохранившегося до нашего времени. Он строился на деньги Натальи Нарышкиной, матери Петра I, и средства князей Голицыных и Долгоруковых. В него перенесли чудотворную Казанскую икону, которая в Смутное время находилась в ополчении Минина и Пожарского. 
Нижняя церковь во имя Казанской иконы Божией Матери была освящена в декабре 1693-го, верхний храм в честь Богоявления Господня — в 1696 году. Через год в нём создали придел в честь святителя Алексия. В 1705-м верхний храм украсили лепными барельефами в итальянском стиле, выполненными мастерами из Швейцарии под руководством архитектора Джованни Марио Фонтана: «Коронование Богоматери», «Рождество Христово» и «Богоявление Господне». По другой версии, руководителем работ был Джованни Франческо Росси.
Перед вступлением французских войск в Москву архимандрит Гедеон вывез из монастыря ризницу, а остальные ценности спрятали в стене церкви. Перед отступлением армии по приказу Наполеона была совершена попытка подорвать Кремль. При взрыве в Богоявленском соборе осколки пробили кирпичную кровлю, были выбиты окна, на колокольне погнулся крест. Храм отремонтировали и заново освятили в 1813 году, после разрушений от французов.
В 1873-м в храме устроили придел во имя святого Пантелеимона и выстроили Афонскую часовню. В 1880 году её перестроили по проекту архитектора Александра Каминского.
Во время Великой Отечественной войны в 1941 году рядом с монастырём упал сбитый бомбардировщик. Стоявшие на том месте здания были полностью разрушены, а взрывная волна уничтожила верхнюю часть храма. 
В 1982 году Богоявленский собор передали Государственному академическому русскому хору имени Свешникова. По заказу дирекции научно-исследовательский институт «Спецпроектреставрация» подготовил проект восстановления собора. Вместе с реставрацией проводились и археологические работы под руководством Леонида Беляева и Н. П. Пахомова. Им удалось открыть культурные слои, относящиеся к XIII веку, фрагменты стен и столпов XIV столетия.
В 1991 году главный храм монастыря вернули Русской православной церкви и были возобновлены богослужения. В том же году освятили придел в честь святителя Московского Алексия. В 1992-м был освящён приставной престол во имя священномученика Владимира Киевского. Со временем в верхнем храме восстановили многоярусный иконостас, лепнину, скульптуры, Царские врата. 
Сегодня собор украшают три белокаменных портала высотой пять метров. Фасады декорированы резьбой, наличниками на окнах. Трапезная и четверик соединены широкой галереей. В интерьерах встречается живопись, мозаика, керамика, скульптурные композиции на мифологические сюжеты. Царские врата сделаны в виде креста, а в его центре находится образ Благовещения.
В 2011-м был освящён главный престол нижнего храма в честь Казанской иконы Божией Матери.
У ограды собора расположен памятник братьям Лихудам, установленный в мае 2007 года. 

## Современная деятельность
В 1993 году к Богоявленскому собору были приписаны ещё два храма — в честь святителя Николая «Красный звон» и церковь Космы и Дамиана в Старых Панех, а в 1994-м — часовня в честь Иверской иконы Пресвятой Богородицы у Воскресенских ворот. В 1995 году при монастыре открыли учительскую семинарию, готовившую социальных педагогов. Позже она была преобразована в Регентско-певческую семинарию, просуществовавшую до 2012 года.